# 三上千代
三上 千代（みかみ ちよ、1891年 - 1978年7月18日） は、ハンセン病患者に尽くした看護婦で、ナイチンゲール記章を受章した。コンウォール・リーを助け、バルナバ医院、その後は鈴蘭病院、鈴蘭園、また宮城県の施設や全生病院、終戦前後は空襲を受けた国頭愛楽園(国立療養所沖縄愛楽園)、その後国立療養所多磨全生園で勤務した。

## 略歴
- 1891年山形県山形市旅籠町371番地に旧新庄藩士の娘として出生。
- 1903年山形高等女学校入学。
- 1905年山形高等女学校中途退学。
- 1908年聖書学院入学、初めてらい患者をみる。
- 1910年聖書学院卒業。東洋福音教会の伝道員として、らい患者への奉仕を決意する。
- 1912年三井慈善病院看護婦講習所に入所。
- 1915年看護婦試験合格。
- 1916年全生病院看護婦（らい病院）、1917年同退職。バルナバ教会愛の家庭舎監、聖バルナバ医院看護婦を務める。
- 1924年同退職、鈴蘭病院を開設するも、共同経営者の服部ケサが死亡。
- 1925年光田健輔の示唆で産婆試験合格。
- 1926年光田健輔の援助により草津町滝尻原に鈴蘭園開設（年度末の統計で最大22名収容）。
- 1931年宮城県に未感染児童保育所開設（第2鈴蘭園、2年で終わる）。
- 1933年同廃止。全生病院看護婦となる。
- 1938年沖縄国頭愛楽園看護婦長に就任。
- 1947年全生病院看護婦となる。1951年婦長。1954年全生病院退任。

1957年ナイチンゲール記章受章。1957年黄綬褒章受章。1965年勲四等瑞宝章受章。1978年7月18日年死去。享年88。墓所は草津聖公会墓地。

## 草津での活動
著書『鈴蘭村』には、彼女がらい患者に奉仕する決意を固めたのは、東洋福音教会の伝道員を務めていた18歳の時、らいの症状がある姉妹の患者を訪れた時という。その決意は固く、その後看護婦になり、資格を得ても勤務が必要であったが、院長に頼み光田健輔に紹介してもらったという。光田は簡単に採用した。ただし、看護だけでなくキリスト教信仰にも生きていた彼女には、同病院では違和感があったようだ。ある時、らい患者のS（ハワイで成長した2世で、少年期発病。キリスト教伝道もしていた）が草津の状況を知らせてきて、そこで看護婦を求めている話があった。ある所では馬に乗って草津にいった。コンウォール・リーと会い、「愛の家庭」の舎監として迎えられた。
当時はリーの所には医師もいなかったので、三上の願いで、服部女医は全生病院での実習を終え、バルナバ医院を開設した。当時の服部の文章がある。治療といたしましては、毎日大風子油混合液の皮下注射を行っております。これによって病勢をある程度まで停止させます。その他は外科的治療で足穿孔症、らい結節の処置等でありまして、前後6年間日ごとの手当てを加えつつなお治癒しない潰瘍もあります。実に医師と患者との忍耐を要する病気であると思います。
やがて、リーと服部、三上の間に隙間風が生じた。老軍医を服部の5倍の給料で雇う話がでていた。それで独立することにした元々心臓が弱い服部女医は看板をかかげて23日で亡くなってしまった。服部の死亡で、ややうつ状態になった。光田は全生園に呼び戻そうとした。滝尻原というところに水が湧いた原野を三上千代は借り受けた。光田院長が私費で1000円を出した。三上のために日本救らい協会(MTL)が結成された。農家を1軒買って治療センターにした。その後多くの援助があったが、後援していた後藤静香に疑惑が生じ、人気が落ちた。
水は出たが、患者は温泉治療目標である。彼女はボーリングを諦め、大風子油のしぼりかすを風呂にいれ、治療した。ここに温泉が出て、患者が集まると草津温泉が成り立たなくなるので、土地の人々から迫害を受けそうになった。以前光田の勧告もあり、産婆の免許をとっていたのでそれも行い人気も出た。
光田健輔は三上を連れて、実業家渋沢栄一に相談にいった。ボーリングの話を聞いて賛成したが、その後内務省との話になり、政府直営のらい療養所・国立療養所栗生楽泉園を作るという話になった。渋沢は三上に「せっかく今まで営々と苦心して築きあげたものを政府にとられて惜しいと思わないか」と聞いたが、三上は「政府がやって下さらないから私のような無力のものがてをつけては、及ばぬ努力をしたのでございます。政府が引き受けて下さると安心して私は退きます」と答えた。三上が以前妊婦診療所としていた場所は草津郵便局分室となり、日本最初というSK式消毒機を使った。
その後、仙台市郊外、名取郡秋生村西沢に未感染児童保育所を作った（1931年 - 1933年）が、諸事情が重なり（騙されたこともあった）2年間で終了した。その後全生園看護婦になる。
1937年4月国頭愛楽園婦長（初代）となり、沖縄に赴任、47歳であった。ライに対する感情が強い当時であり、困難が待ち受けていた。園長は塩沼英之助。園長は早田に代わり戦争が末期になり、日本軍は患者を強制的に収容し2か月で400名増員となった。終戦を迎えた。外科医もいなかったので、手術もしたと書かれている。医局長の女医松田なみは、「三上婦長を中心に、合計7名の天使群はまるで戦場における7名の武士のように、勇敢に最後までふみ止まって職務を遂行した。爆撃の合間を縫いながら壕から壕を廻っての決死行である」と書いている。近所の医療に駆り出されたこともある。1946年全生園看護婦に復帰した。

## 文献
- 藤本浩一『鈴蘭村』 (1968) 博進堂、東京（著者は三上、光田、塩沼英之助に実際会っている。草津、秋保も訪れている)
- 『三上千代と鈴蘭園 』  in(湯之沢部落60年史稿　霜崎清　井上謙　レプラ　第12巻6号）
- Mikami Chiyo,in Japanese